# Egon von Fürstenberg
Egon von Fürstenberg-Heiligenberg, född 21 mars 1588 i Speyer, död 24 augusti 1635 i Konstanz, var en tysk greve och militär. Han var far till Franz Egon von Fürstenberg och Wilhelm Egon von Fürstenberg.
Fürstenberg deltog som överste i fälttågen mot Ernst von Mansfeld och Kristian IV, kommenderade i slaget vid Lutter am Barenberge artilleriet och deltog 1629 i mantuanska tronföljdskriget. 1631 kuvade Fürstenberg först de sydtyska protestanterna och förenade sig därpå med Johann Tserclaes Tilly och förde i slaget vid Breitenfeld befälet över högra flygeln. Senare tjänstgjorde Fürstenberg i Westfalen och dog som generalfälttygmästare.